# Vincenzo
Vincenzo (Hangul: 빈센조; Binsenjo) is een Zuid-Koreaanse dramaserie die van 20 februari tot 2 mei 2021 door tvN werd uitgezonden. In de hoofdrol speelden Song Joong-ki, Jeon Yeo-been, Ok Taec-yeon, Kim Yeo-jin en Kwak Dong-yeon.

## Rolverdeling
- Song Joong-ki - Vincenzo Cassano / Park Joo-hyung
- Jeon Yeo-been - Hong Cha-young
- Ok Taec-yeon - Jang Jun-woo / Jang Han-seok
- Kim Yeo-jin - Choi Myung-hee
- Kwak Dong-yeon - Jang Han-seo